# Cantonul Mouzon
Cantonul Mouzon este un canton din arondismentul Sedan, departamentul Ardennes, regiunea Champagne-Ardenne, Franța.

## Comune
| Comune                | Populație (1999) | Cod poștal | Cod INSEE |
| --------------------- | ---------------- | ---------- | --------- |
| Amblimont             | 143              | 08210      | 08009     |
| Autrecourt-et-Pourron | 350              | 08210      | 08034     |
| Beaumont-en-Argonne   | 433              | 08210      | 08055     |
| Brévilly              | 381              | 08140      | 08083     |
| Douzy                 | 1 513            | 08140      | 08145     |
| Euilly-et-Lombut      | 114              | 08210      | 08159     |
| Létanne               | 104              | 08210      | 08252     |
| Mairy                 | 141              | 08140      | 08267     |
| Mouzon                | 2 616            | 08210      | 08311     |
| Tétaigne              | 82               | 08110      | 08444     |
| Vaux-lès-Mouzon       | 78               | 08210      | 08466     |
| Villers-devant-Mouzon | 116              | 08210      | 08477     |
| Yoncq                 | 86               | 08210      | 08502     |